# Mérida
Mérida (spanskt uttal: [ˈmeɾiða]) är en stad och kommun i provinsen Badajoz i den autonoma regionen Extremadura i västra Spanien. Staden ligger vid floden Guadiana, cirka 54,5 kilometer öster om Badajoz. Mérida är huvudort i regionen Extremadura. Kommunen har 59 857 invånare (2024), på en yta av 865,19 km². Invånarantalet gör Mérida till den tredje största staden i Extremadura efter Badajoz och Cáceres.

## Historia
Staden grundades år 25 f.Kr. under namnet Emerita Augusta (namnet Mérida är en utveckling av detta namn) efter kejsar Augustus order, för att skydda en passage och en bro över Guadianafloden. De första nybyggarna i staden var två meriterade romerska veteranlegioner från kriget i Kantabrien: Legio V Alaudae och Legio X Gemina. Kriget i Kantabrien 29-19 f.Kr. var slutstriden i erövringen av den iberiska halvön.
Staden blev huvudstad i den romerska provinsen Lusitanien, och blev en av de viktigaste städerna i Romerska riket. I Mérida finns fler spår av den romerska arkitekturen än i någon annan stad i Spanien, de arkeologiska fynden i staden är sedan 1993 upptagna på Unescos världsarvslista (se Lista över världsarv i Europa#Spanien).

## Knutpunkt
Redan under Romerska riket utmärktes Emerita Augusta av att vara en betydande referenspunkt längs Silvervägen, den viktigaste kommersiella rutten på halvön. En av de faktorer som möjliggjorde den blomstrande framväxten av staden för tvåtusen år sedan var att staden samtidigt korsades av denna väg och av floden Guadiana.
Nuförtiden har staden återtagit sin karaktär av knutpunkt, det är i Mérida som de viktigaste motorvägarna i Spanien korsar varandra: A-5, som binder samman de två huvudstäderna på halvön (Madrid och Lissabon) och A-66, den gamla N630 som är den del av Silvervägen som förenar Gijón med Sevilla.

## Sevärdheter
Bland de kvarvarande romerska monumenten finns Puente Romano, som är en bro över Guadianafloden som fortfarande används av gående, tillsammans med en viktig befästning som användes för att försvara bron vid namn Alcazaba bevarade. Andra sevärdheter är Templo de Diana, ett torg (Forum), triumfbågen Arco de Trajan, resterna av en romersk cirkus Circo Romano de Mérida (som med måtten 417 x 112 meter var en av de större i romerska riket), akvedukterna Acueducto de Los Milagros och Acueducto de Rabos de Buey-San Lorenzo (av denna dock endast tre pelare), den romersk villan Casa de Mitreo, vattenreservoarerna Prosperina och Cornalvo, en amfiteater samt den romerska teatern där under sommaren hålls klassiska teaterföreställningar.

## Klimat
Klimatet i Mérida kan anses som medelhavsklimat, men något påverkat av avståndet till havet. Under många av sommarens dagar överskrider temperaturen 40 °C och under vintern når ett antal dagar temperaturer under fryspunkten.
Normal nederbörd under året är mellan 460 och 500 mm. Det bör tilläggas att i Mérida, som i övriga södra centrala Spanien, förekommer torrperioder som i varaktighet sträcker sig över 2 till 5 år.

## Monument

### Romerska teatern

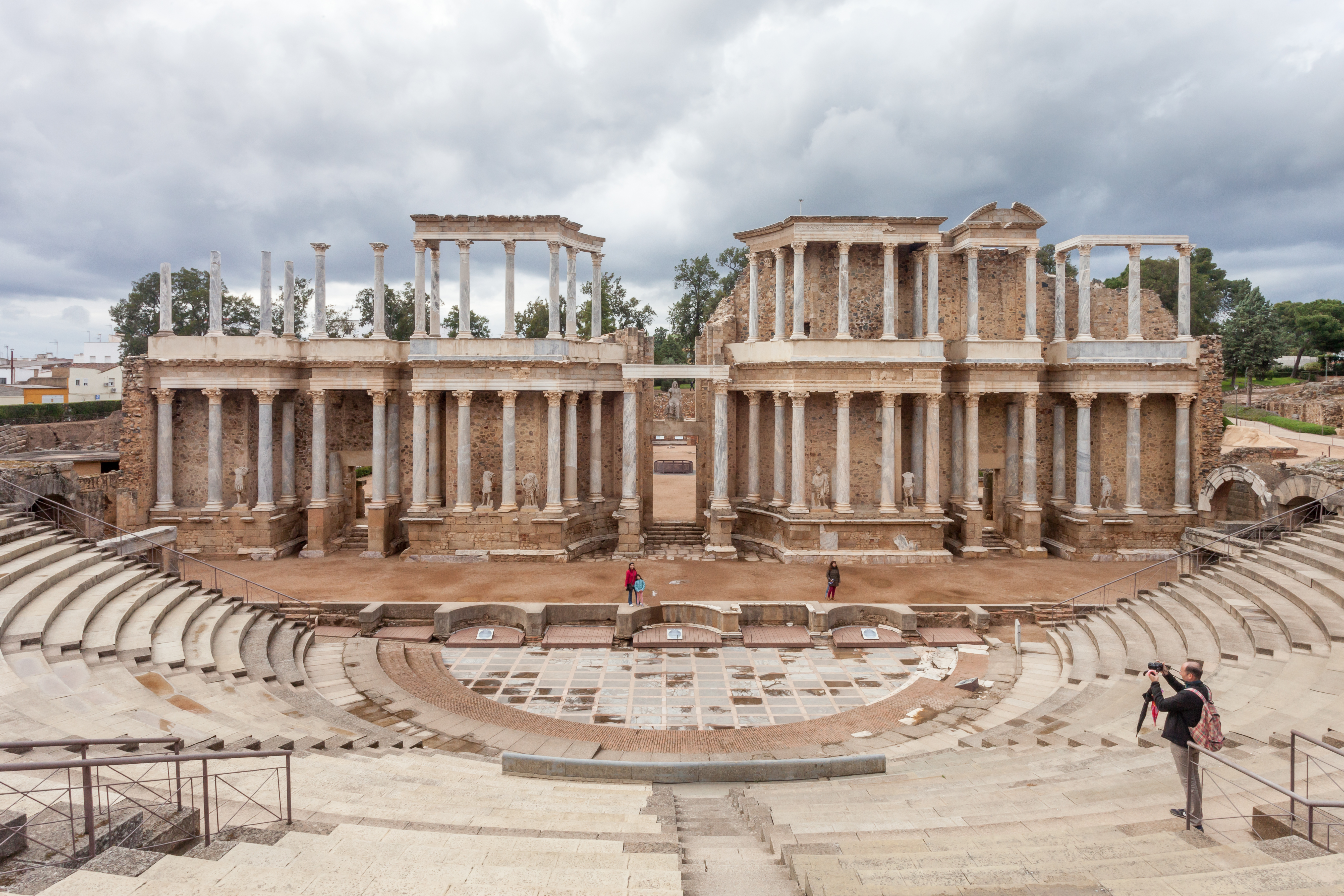
Romerska teatern.

Byggnaden beställdes av konsuln Marcus Vipsanius Agrippa och invigdes sannolikt år 16 f.Kr. eller 15 f.Kr.
Byggnaden är en av de mest spektakulära i staden och härbärgerar sedan år 1933 Méridas festival för klassisk teater Festival de Teatro Clásico de Mérida med vilken teatern har återtagit sin ursprungliga funktion och blivit mer än bara en dekoration.
Teatern har läktare för 6 000 åskådare, uppdelade i tre zoner: imacavea, media och summa (den sistnämnda är mycket förfallen för närvarande), orkesterdike, plats för kören, scenen eller pulpitum och slutligen själva scenbyggnaden, en av de mest spektakulära och karakteristiska vyerna. Scenbyggnaden bildas av två kolonnrader med korintiska kapitäl med baser och kornischer av marmor, som pryds av skulpturer mellan kolonnerna och i den öppnar sig tre dörrar. Den centrala kallas valva regia (drottningsporten) och två sidodörrar som kallas valvae hospitalia (gästportar). Bakom scenen finns en trädgård med en pergola.
Teatern har genomgått flera ombyggnader. Den viktigaste gjordes i slutet av första seklet, antagligen under kejsar Trajanus, då man byggde upp scenen. En annan ombyggnad gjordes under åren 330–340 e.Kr.

### Nationalmuseet för romersk konst (Museo Nacional de Arte Romano)
Nationalmuseet för romersk konst i Mérida är ett verk av hög klass av Rafael Moneo. Det invigdes i september 1986 och innehåller en samling av objekt från den romerska epoken av det som var kolonin Augusta Emerita, nuvarande Mérida.

### Romerska amfiteatern

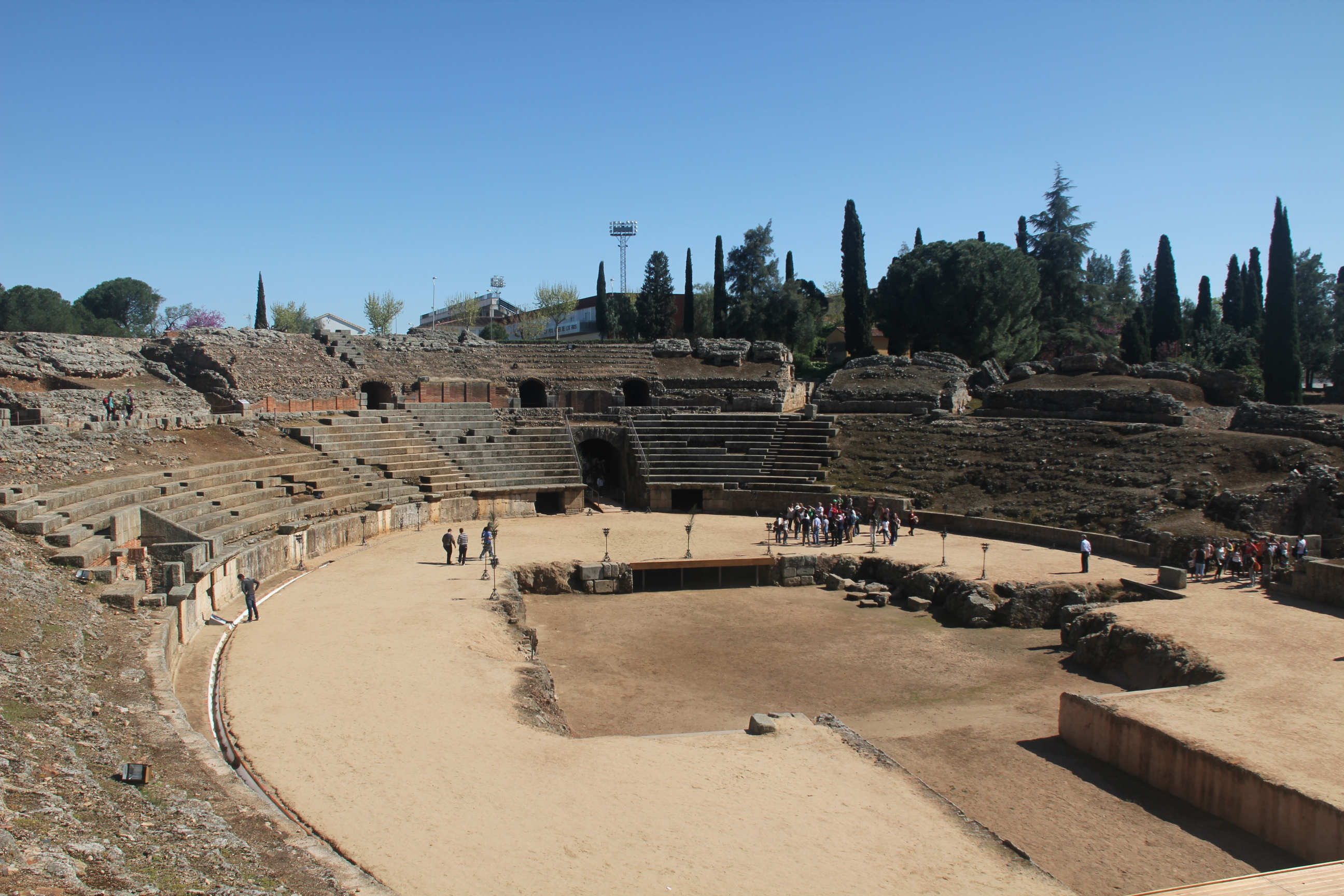
Den romerska amfiteatern.

Detta var en byggnad med större popularitet än teatern. Den invigdes 8 f.Kr. Amfiteatern användes för strider mellan gladiatorer, mellan vilddjur och mellan människor och vilddjur.
Det är en byggnad som bildar en central elliptisk arena som omges av läktare i tre zoner, som kunde rymma 15 000 åskådare, lika mycket som teatern. Av dessa tre zoner finns nu bara bevarade den nedersta delen. De två övre användes som källa till byggnadsmaterial för omkringliggande byggnader, efter det att amfiteatern inte längre användes.

### Cirkusen (Circo Romano de Mérida)

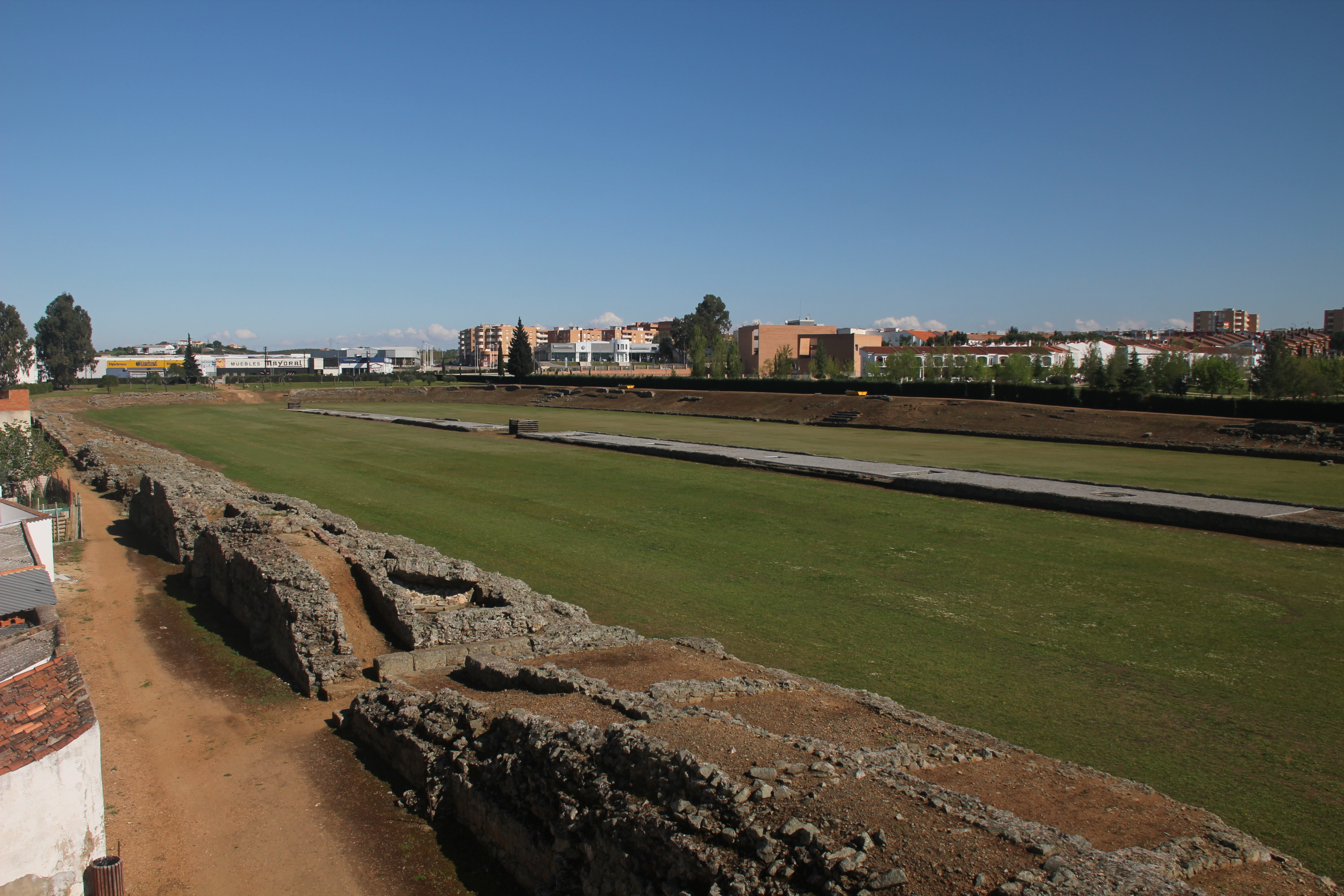
Circo Romano de Mérida.

Med en längd av 417 meter och en bredd på 112 meter är det den största skådespelsplatsen i staden och var – tillsammans med amfiteatern – den som var mest omtyckt av en publik som var mer lagd åt starka känslor än kulturella teaterstycken. På grund av sina stora dimensioner hittar man den utanför det stadsmursinhägnade området, vid sidan av vägen mellan Mérida, Cordoba och Tolletum (Toledo). Numera finns ett centrum (museum) vid monumentet för tolkning och förståelse.
Cirkusen hade åskådarplatser som rymde 30 000 åskådare på läktare med den klassiska indelningen i markerade sektioner för åskådare från olika socialgrupper.
Cirkusen daterar sig till början av första seklet, möjligen under kejsar Tiberius. Den har en central arena där tävlingarna ägde rum. I mitten av den finns ett mittparti kallat spina som har längden 223 meter och bredden 8,5 meter. Spinan bestod av två delar, eller euripus, mellan dessa fanns förmodligen en obelisk. I båda ändar fanns två halvcirklar som skulle rundas och utgjorde första och andra "mål".
Ett av de mest populära spektaklen var kapplöpning med bigas (vagnar som drogs av två hästar) och cuádrigas (fyra hästar). De tävlande på vagnarna kallades aurigas och var mycket populära personer av vilka många har odödliggjorts i målningar och mosaiker.

### Romerska bron över floden Guadiana (Puente Romano)

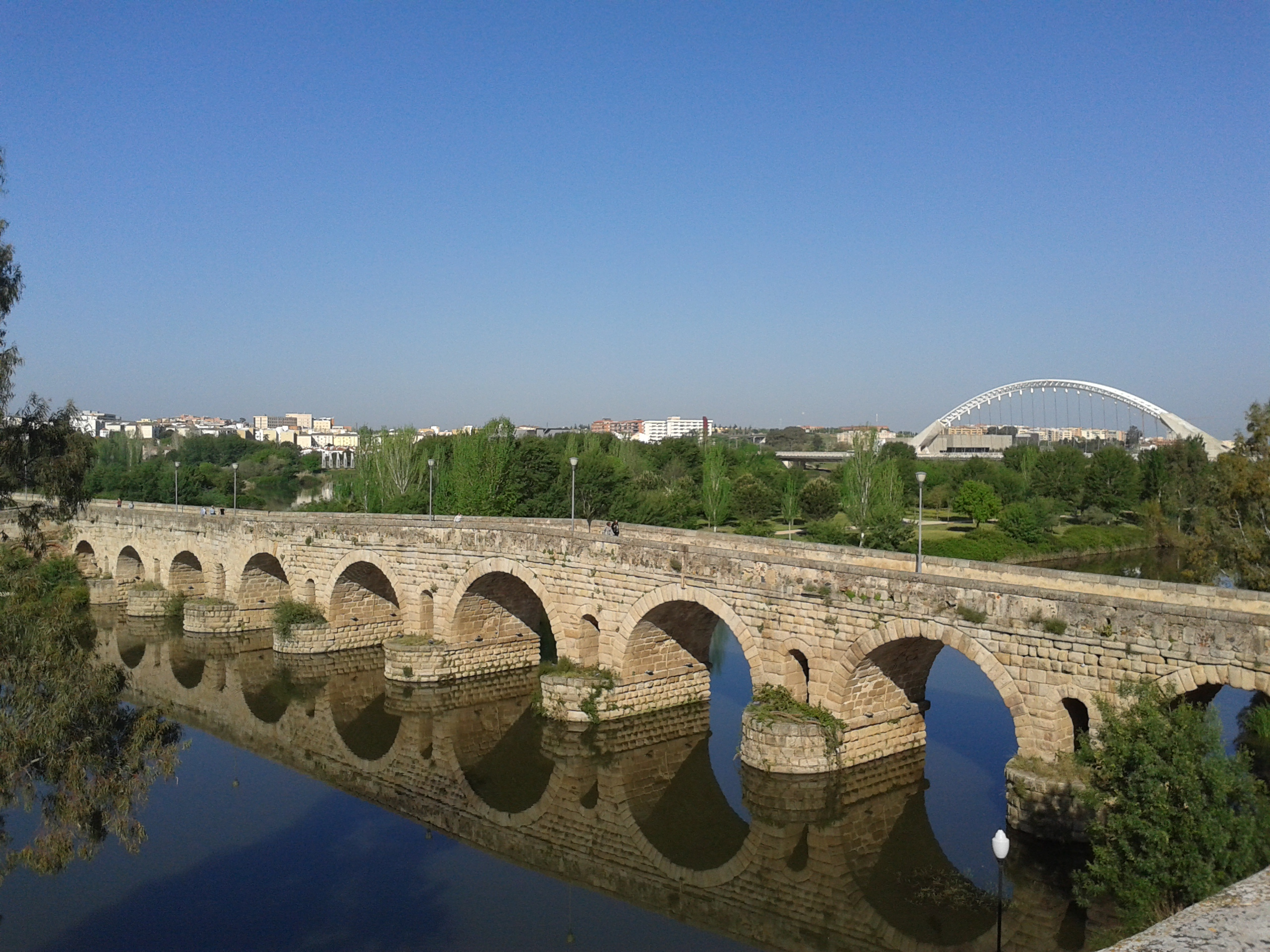
Puente Romano.

Bron kan ses som ett ursprung till staden, eller åtminstone som något som markerar stadens plan, då den är en förlängning av en av kolonins viktigaste försörjningsleder, den så kallade Decamanus Maximus.
Brons placering valdes noga till ett av floden Guadianas vadställen vilket hade en stödpunkt i en centralt placerad ö som delade floden i två strömmar. Den ursprungliga konstruktionen är inte densamma som i dag. Tidigare bestod bron av två sträckor av valvbroar som knöts ihop på ön, där det fanns en stor vågbrytare emot floden. Denna blev ersatt av ett antal bågspann under 1600-talet, efter att floden år 1603 hade stigit och undergrävt delar av konstruktionen. Under den romerska epoken förlängdes bron flera gånger, och åtminstone fem bågspann lades till för att inte vägen skulle sköljas över då floden Guadiana steg. Detta har gjort att nuvarande konstruktion har en sträckning av 792 meter, vilket gör den till en av de största broar från den tiden som finns bevarade.

### Akvedukter

#### Akvedukten Los Milagros

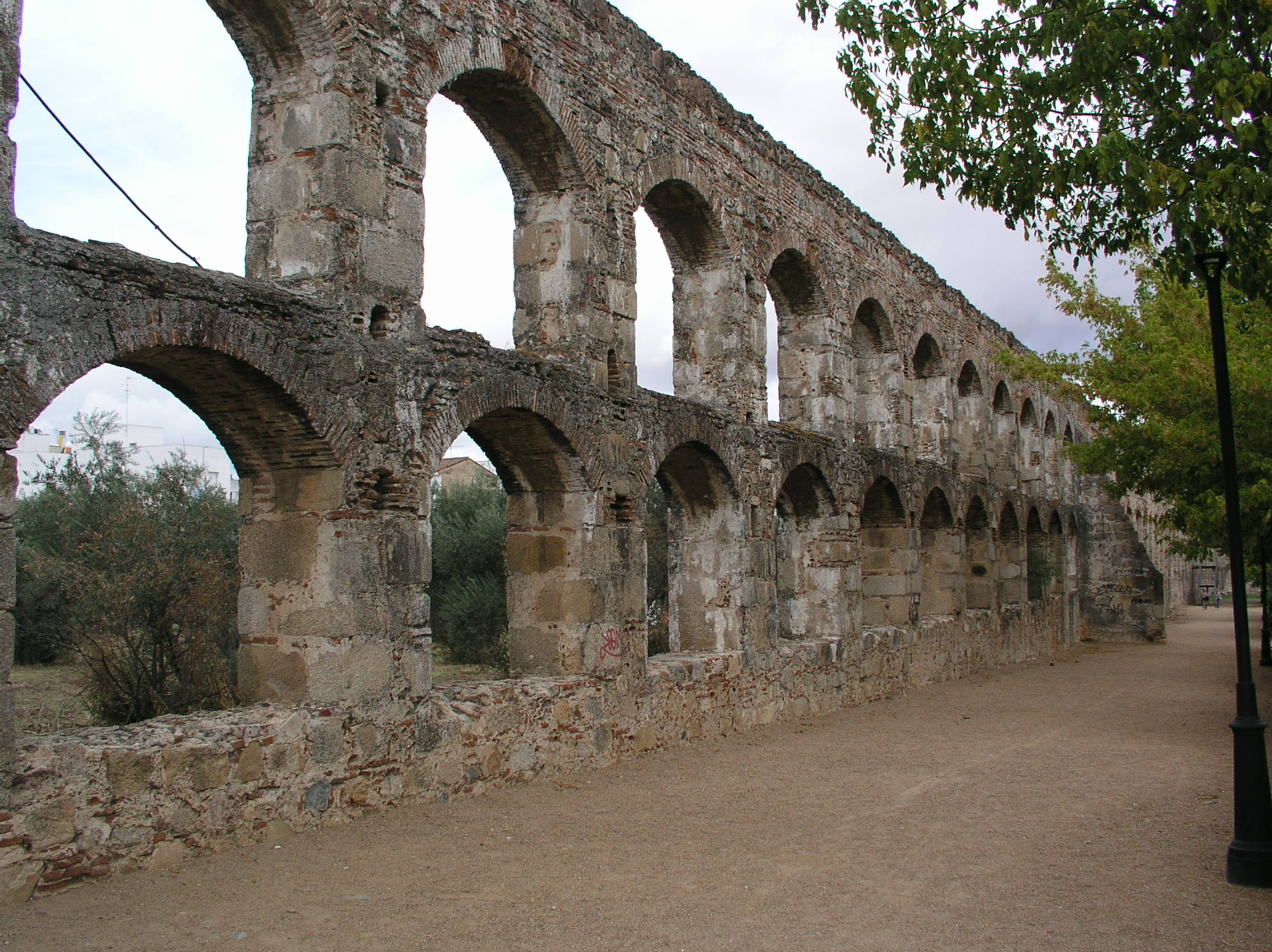
Akvedukten Los Milagros.

Akvedukten Los Milagros var en del av vattenförsörjningen till Mérida från fördämningen Proserpina som var belägen fem kilometer från staden. Den konstruerades under kejsar Augustus, det vill säga, i slutet av första seklet f.Kr. eller i början av första seklet e.Kr.
Akvedukten är väl bevarad, framför allt den del som korsar floden Albarregas.

#### Akvedukten Rabo de Buey-San Lázaro

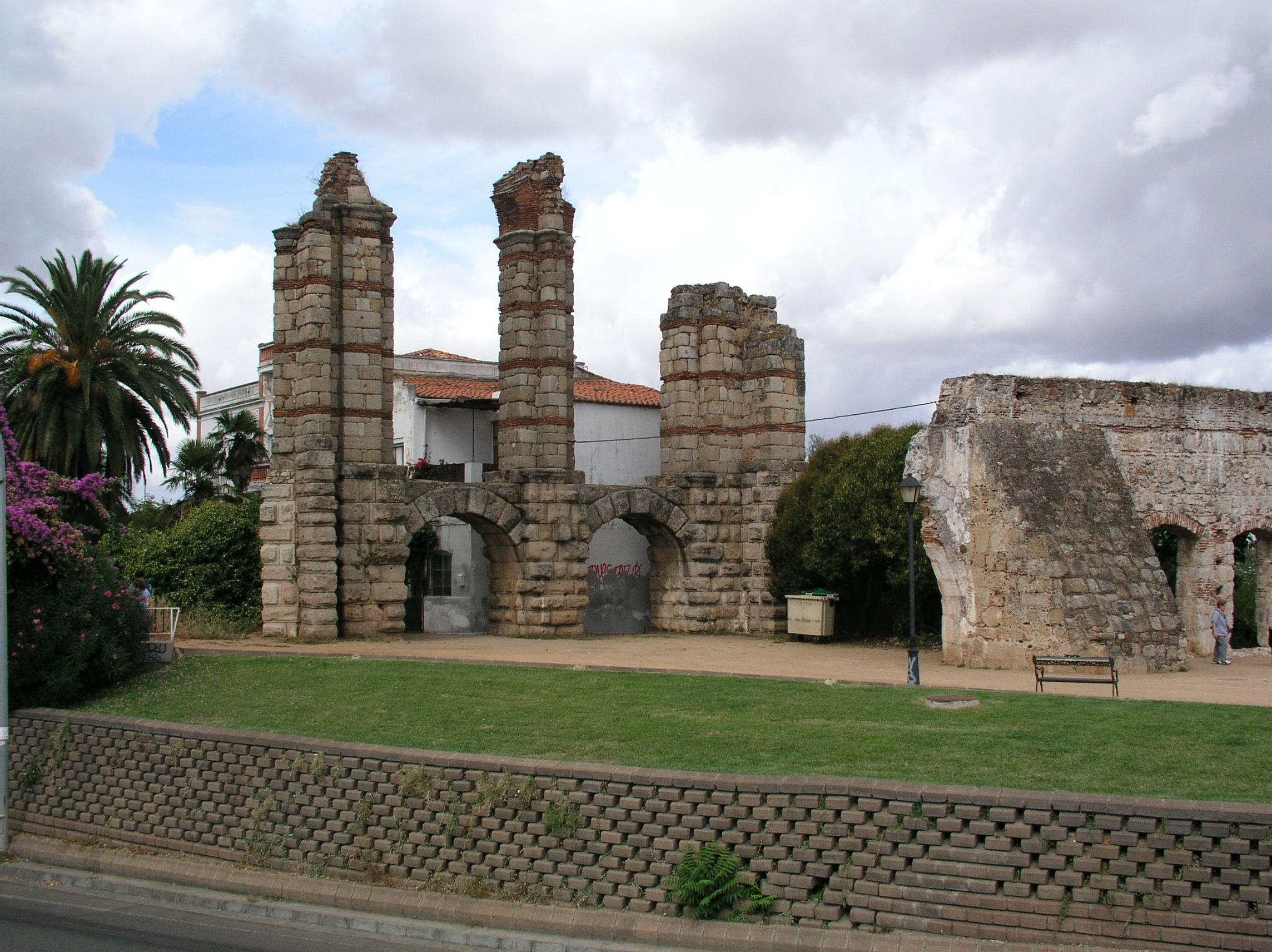
Akvedukten San Lorenzo.

Akvedukten San Lázaro förde vatten från bäckar och underjordiska källor belägna norr om staden. De underjordiska ledningarna har bevarats väl men av akvedukten som korsade Albarregasdalen finns endast tre pelare kvar och ett par tillhörande bågar. Resterna av akvedukten kan beskådas nära Circo Romano de Mérida (se ovan) och intill akvedukten Los Milagros från 1500-talet till vars konstruktion man hämtade stenar från just San Lázaro.

### Dianatemplet (Templo de Diana)
Byggnad som tillhörde stadens centrala del. Det är en av de få religiösa konstruktioner som har bevarats i tillfredsställande skick. Trots sitt namn, som det felaktigt fick när det upptäcktes, var byggnaden avsedd för kejsarkulten. Byggnaden uppfördes i slutet av första seklet f.Kr. eller i början av första seklet e.Kr., under den augustinska epoken.
Planlösningen är rektangulär och omgiven av pelare, fasaden är vänd mot torget. Denna fasad var konstruerad av sex pelare som kröntes av en frontespis.
Det goda skicket på byggnaden kan bero på att byggnaden tillhörde greven av Corbos palats, i renässansstil och av vilket rester ännu kan ses i templets inre del. Vid konstruktionen av byggnaden använde man sig huvudsakligen av granit.

### Trajanusbågen (Arco de Trajano)

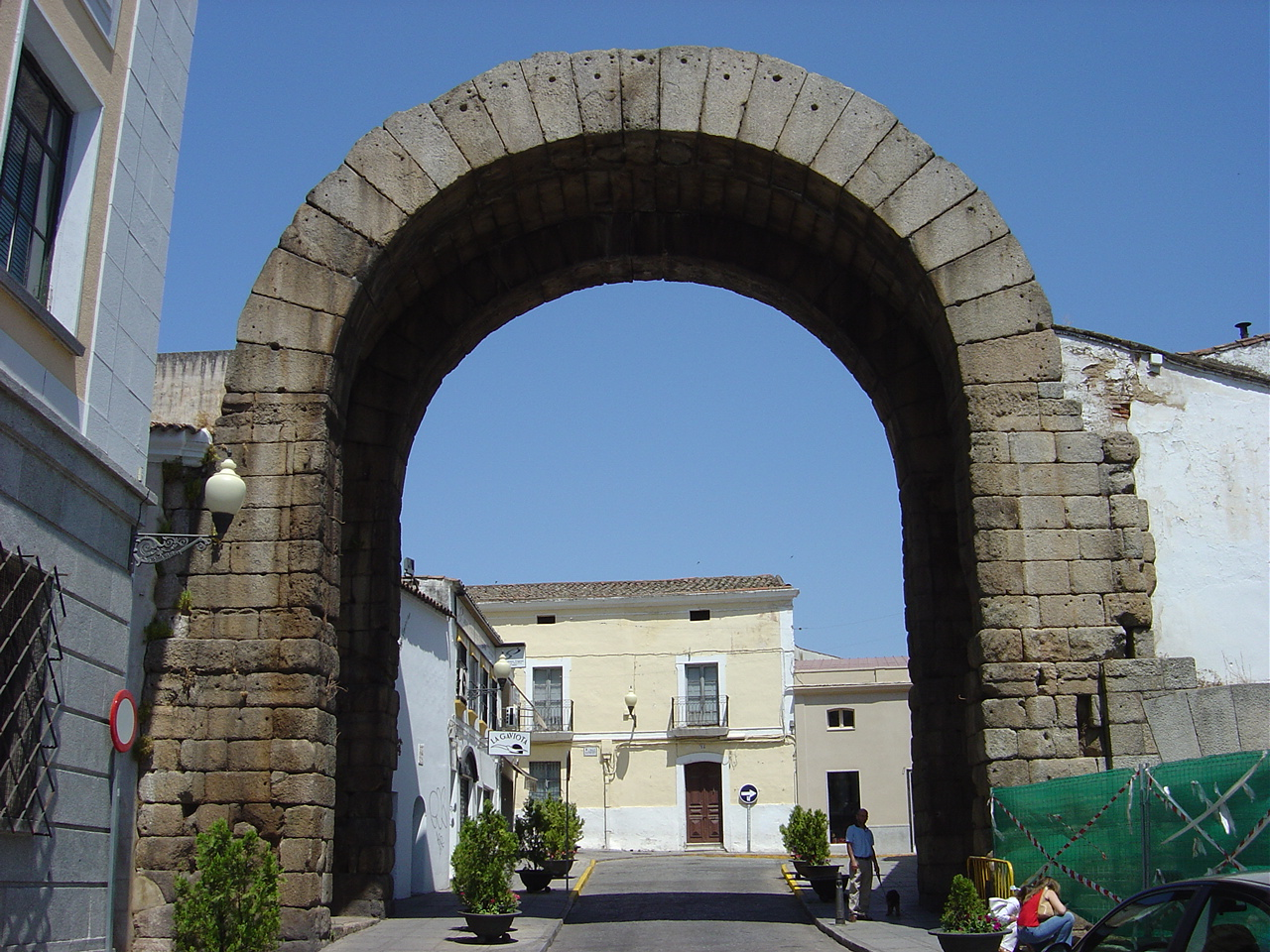
Trajanusbågen.

Trajanusbågen var förmodligen båge över ingången till ett Forum för provinsen. Bågen var placerad på Cardo Maximus som var en av huvudvägarna i staden och förband detta forum med staden. Bågen är byggd i granit och var en gång täckt med marmor. Den har en höjd av 13,97 meter, en bredd på 5,70 meter och en spännvidd på bågen av 8,67 meter. Bågens namn är godtyckligt valt på grund av att minnesinskriften har förlorats sedan sekler.

## Stadens distrikt
Staden delas i distrikten La Antigua, Nueva Ciudad, Centro, Los Bodegones/Zona Sur och Las Abadías.

## Övrigt

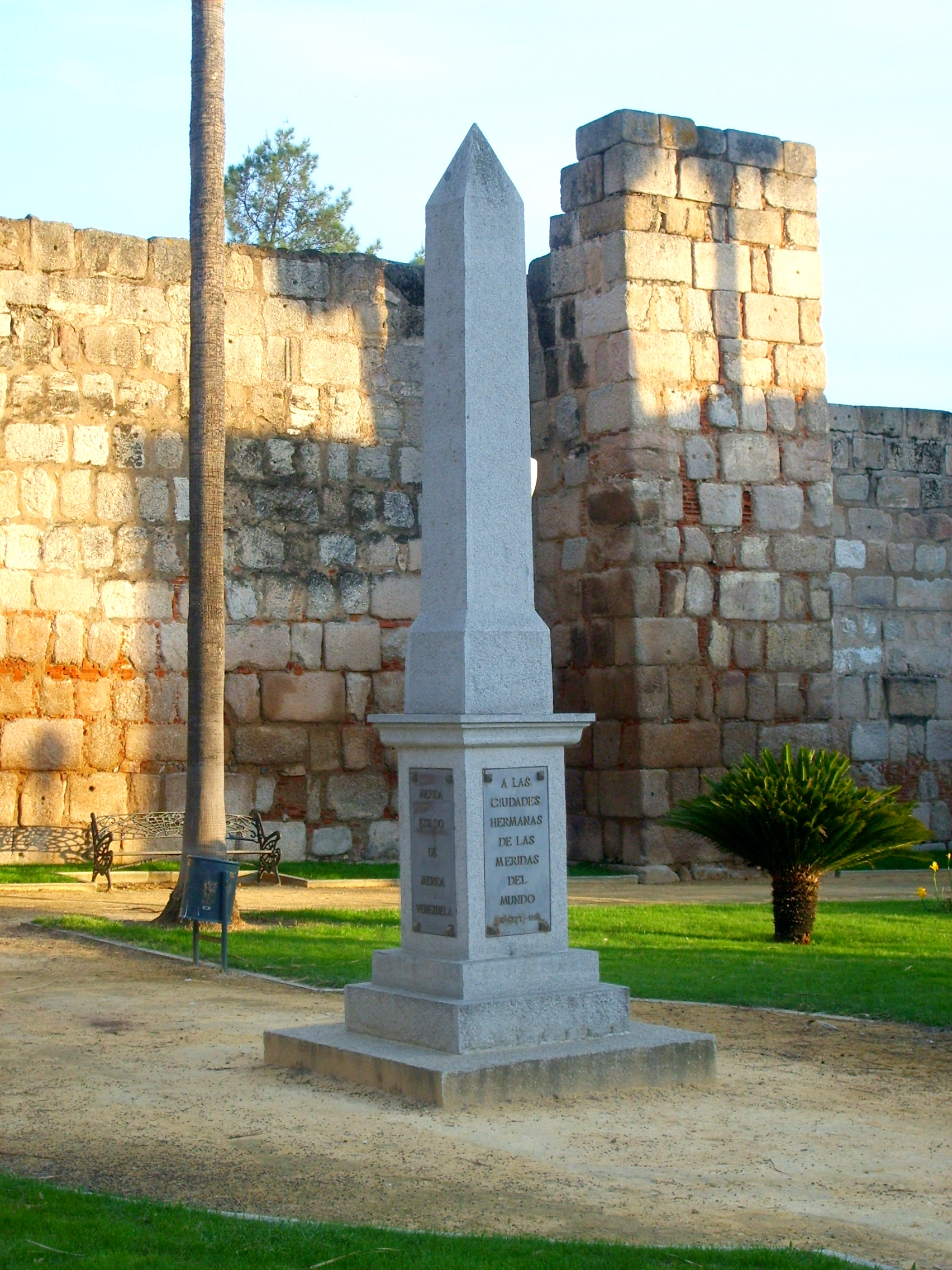
Monument över de tre systerstäderna.

Städerna Mérida i Venezuela och Mérida i Mexiko har fått sina namn efter Mérida i Spanien. Det finns en obelisk på torget Glorieta de las Méridas del Mundo i Mérida som hyllar de tre systerstäderna.

## Festdagar
- Festival de Teatro Clásico de Mérida. Teaterfestival för klassisk teater under juli och augusti.
- Festival Juvenil Europea de Teatro Grecolatino. Europeisk ungdomsfestival, grekisk-latinsk teater, i april.
- Carnaval romano, romersk karneval i februari.